# Tiffanie Anderson
Tiffanie Adair Anderson (15 augustus 1988) is een Amerikaanse zangeres en danseres. Anderson is en voormalig lid van Amerikaanse meidengroep Girlicious. In juni 2009 werd bekend dat zij Girlicious heeft verlaten.
Tiffanie Anderson nam deel aan de realityshow Pussycat Dolls Present: Girlicious. Anderson werd bekend tijdens de show in de eerste plaats door haar over-the-top persoonlijkheid en zang en ze was erg eigenwijs. Anderson had slechts een uitdaging gewonnen tijdens de show, maar ze was de enige die nooit werd geplaatst in de onderste twee. Ze was bevriend met Nichole Cordova en Charlye Nichols tijdens de show, en was geen vriendin van Natalie Mejia, Chrystina Sayers en Jenna Artzer. Ze verzoenden zich echter in het latere deel van de show. 
Anderson is te zien in Jibbs en Pussycat Doll Melody Thornton's video voor "Go Too Far".